# Gott strafe England

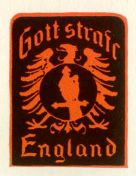
Иллюстрация из книги Карла Акермана «Germany, The Next Republic?».

Gott strafe England (с нем. — «Боже, покарай Англию!») — немецкий пропагандистский лозунг времён Первой мировой войны.
Это выражение стало прародителем понятия «стрейф», обозначающего способ стрельбы.

## История
Впервые словосочетание Gott strafe England упоминается в 1915 году, в качестве названия стихотворения А. Кайзера из сборника англофобских произведений «Горе тебе, Англия!» (нем. Wehe dir, England!), составленном под впечатлением от Гимна ненависти к Англии, опубликованном годом ранее Эрнстом Лиссауэром. Из литературы выражение перекочевало в немецкое общество, где стало использоваться в качестве приветствия, будучи дополненным строчкой-ответом: 
— Боже, покарай Англию!
— Он покарает её!Оригинальный текст (нем.)— Gott strafe England!
— Er strafe es
 Лозунг в Германии стали помещать на открытках, портсигарах, трубках, бумажниках, кружках, тростях, перочинных ножах, брошках, кольцах, запонках, носовых платках и даже подвязках и подтяжках. 

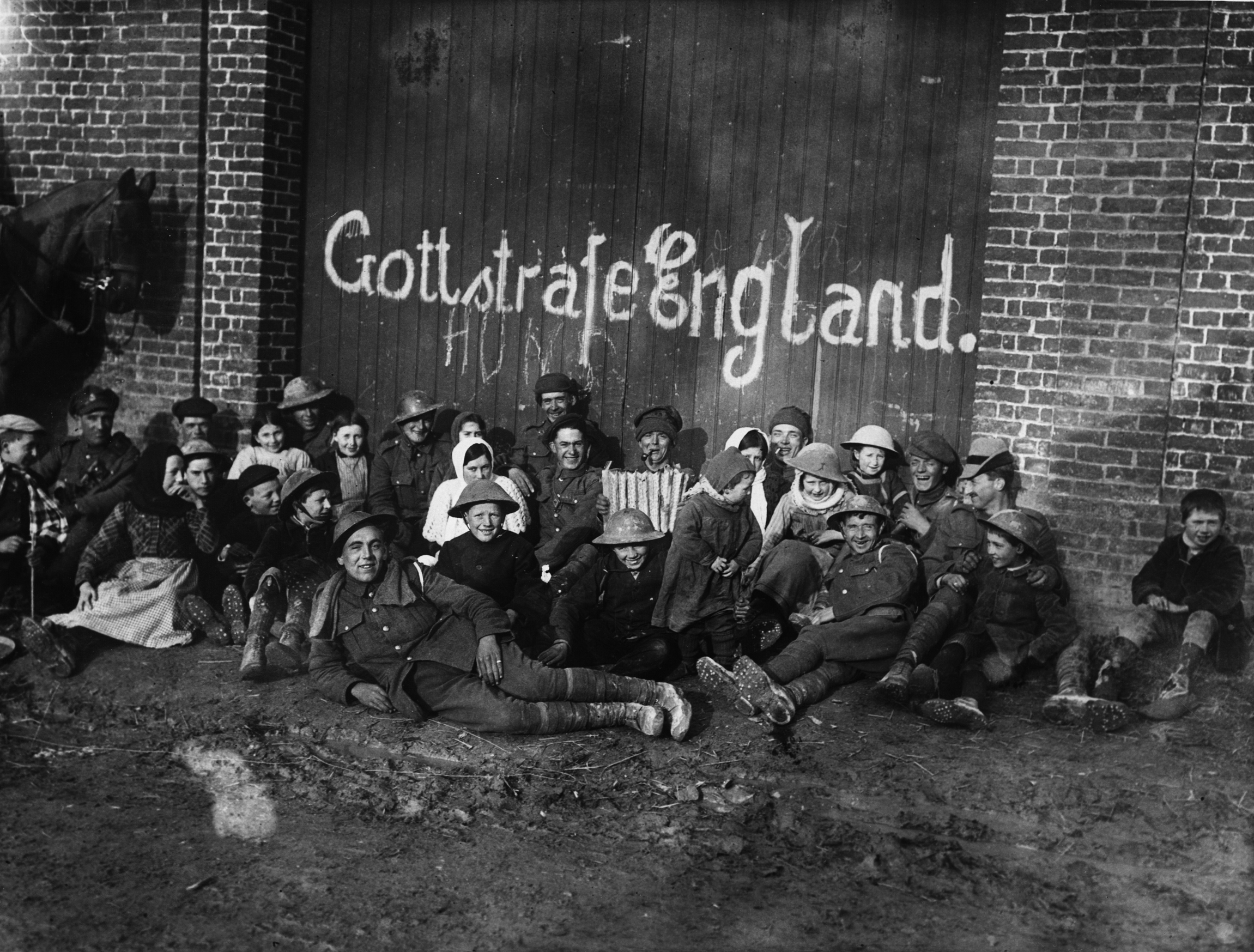
Солдаты и гражданские позируют возле лозунга на стене одного из зданий во Франции.

 В ответ на что, пропаганда Великобритании представила лозунг как свидетельство ненависти и истеричности немецкого народа, а состав британской армии присвоил обстрелам, производимым артиллерией Германии, неофициальный термин «стрейф» (англ. strafe) от использованного в немецком лозунге слова «straffen» (с нем. — «наказывать, карать»). Также лозунг наносился немецкими войсками в виде граффити на стены домов на оккупированных территориях.

## Критика
Помимо официальной пропаганды Великобритании, негативный окрас фразы Gott strafe England признали также британские писатели Томас Харди, Фредерик Уайл и Кэтлин Берк, позднее к их оценке присоединились немецкий арт-дилер Карл Людвиг Краузе и британский контр-адмирал Рональд Хопвуд.

Некоторые литераторы стран Антанты пытались умалить масштабы этого лозунга, ссылаясь на религиозный характер выражения и представляя конфликт Антанты и Тройственного союза в этой войне, как схватку за благосклонность Бога. Однако излишняя религиозность при оценке этого лозунга вскоре столкнулась с насмешками в свой адрес, так британский поэт Джон Коллингс Сквайр в своём произведении «Дилемма» (1915) высмеял как немцев, так и англичан: 
Бог услышал как нации кричат и велят
«Боже, покарай Англию!» и «храни Короля!»
Бог — это, Бог — то, Бог — что-то ещё
«Боже мой!» сказал Бог, «Как же я истощён.»
Оригинальный текст (англ.)GOD heard the embattled nations sing and shout
"Gott strafe England!" and "God save the King!"
God this, God that, and God the other thing—
"Good God!" said God, "I've got my work cut out."

## В культуре

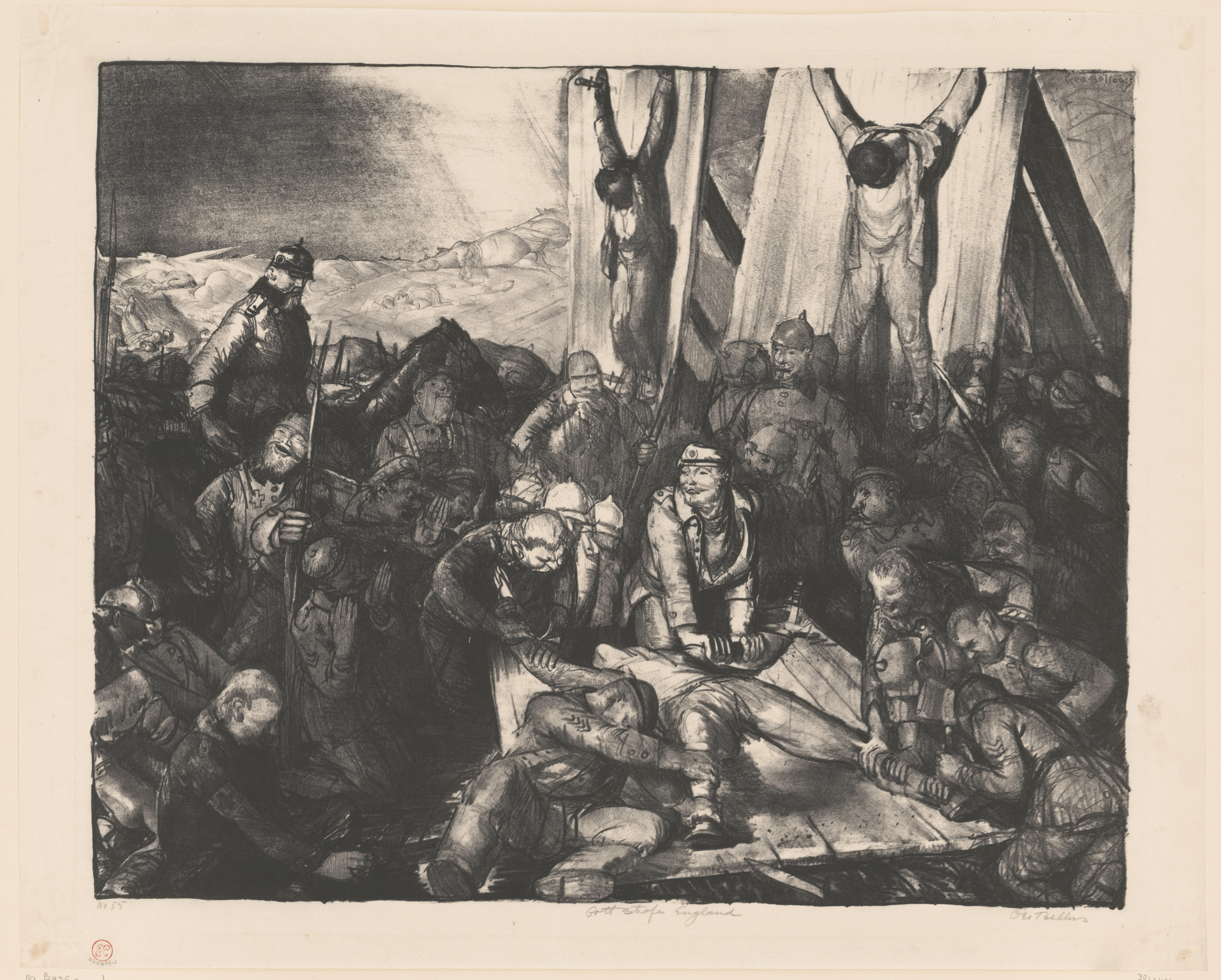
Gott strafe England — литография Джорджа Беллоуза (1918 год).

Название Gott strafe England носит одна из антивоенных литографий, написанная в 1918 году Джорджем Беллоузом. На этой работе из цикла Военная серия Беллоуз изобразил казнь британских солдат, путём прибивания их к деревянным доскам.